# Мелешкін Сергій Михайлович
Сергі́й Миха́йлович Меле́шкін (1906 , Рязанська область  — 9 лютого 1972 , Москва ) — радянський гірничий інженер, господарський діяч у гірничорудній промисловості, кандидат технічних наук.

## Біографія
Народився 1906 р. на території сучасної Рязанської області.
У 1920—1924 рр. — найманий робітник.
У 1924—1928 рр. — прокатник на металургійному заводі імені Петровського у Дніпропетровську.
У 1928—1930 рр. — служба в Червоній армії в Харкові.
Член ВКП(б) із 1930 року.
У 1935 р. закінчив Дніпропетровський гірничий інститут.
У 1935—1937 рр. працював інженером-дослідником у Криворізькому науково-дослідному гірничорудному інституті.
У 1937—1939 рр. — керуючий шахтоуправлінням імені Орджонікідзе, в 1939—1941 рр. — директор тресту «Ленінруда»
у Кривому Розі, впроваджував передові методи буріння.
Перед початком бойових дій на сході під час II Світової війни був у відрядженні у Швеції, обміняний на німецьких дипломатів.
У липні-серпні 1941 року керував евакуацією тресту «Ленінруда» на Урал.
З 1941 — начальник Главруди на Уралі.
У березні 1944 р., після визволення Кривбасу від німецької окупації, очолював комісію господарських працівників, які мали оцінити роботи з відновлення зруйнованих копалень Криворізького басейну.
До 1957 р. обіймав посаду заступника міністра чорної металургії СРСР, з 1960 року працював у Держплані СРСР. Заступник начальника відділу економіки та розвитку чорної металургії Держекономради.
У 1957—1960 рр. — заступник голови Дніпропетровського радпартгоспу.
Стояв біля джерел створення інституту «Механобрчормет» у Кривому Розі.
Ініціатор будівництва гірничо-збагачувальних комбінатів Кривбасу.
Брав участь у будівництві Асуанської греблі, металургійних підприємств Індії, Болгарії, Угорщини.
Помер 9 лютого 1972 року в Москві після важкої та тривалої хвороби.
Похований на 7-й ділянці Новодівичого цвинтаря.
Кандидат технічних наук, автор 24 наукових публікацій,
5 свідоцтв на винаходи.

## Нагороди
- тричі орден Леніна;
- орден Трудового Червоного Прапора;
- орден «Знак Пошани»;
- подяка РЕВ;
- урядові нагороди[9].

## Пам'ять
- До 2016 року ім'ям Сергія Мелешкіна було названо вулицю в Саксаганському районі Кривого Рогу[9];
- Пам'ятна дошка у Кривому Розі[10].